# Техеняцький хребет
Техеняцький хребет (вірм. Թեղենյացի լերնաշղթա), також Тегеняцький хребет, Техеняц, Тегеняц — гірський хребет у Вірменії, в Котайкській і Арагацотнській областях. Хребет частково вкритий лісом, його довжина становить 20 км. Найвища точка розташована на висоті понад 2600 м н.р.м.
На південний захід від хребта розташована гора Ара, на захід — Апаранське водосховище і Арагац, на південний схід — гора Атіс.

## Ресурси Інтернету
- БСЭ. Техеняцский.
- Техеняцский хребет.